# Ione di Chio
Ione di Chio, figlio di Ortomene (Chio, 490 a.C. circa – Atene, 422 a.C. circa), è stato un drammaturgo e poeta greco antico, contemporaneo di Sofocle ed Euripide.

## Biografia
Ione fu figlio di Ortomene, soprannominato "figlio di Xuto": probabilmente in riferimento a Suto padre di Ione. Da giovane giunse ad Atene dove conobbe Cimone e col quale svolse alcuni lavori, come scrive Plutarco. Sempre secondo il biografo, Ione criticò severamente Pericle, che sarebbe stato suo rivale in amore. Ione era familiarmente legato ad Eschilo, se si dà fede a un aneddoto raccontato da Plutarco, eppure Ione iniziò la propria carriera di tragediografo solo dopo la morte dell'amico. Da Ione stesso si conosce un incontro avvenuto con Sofocle, a Chio, quando questo era stato eletto comandante nella spedizione contro Samo del 440 a.C.
Nel 452 a.C. Ione pubblicò la sua prima tragedia che gli valse il terzo posto agli agoni drammatici del 429/8 a.C., dopo Euripide e Iofonte. Poco si conosce della sua vita dopo il 452 a.C.: egli dovette morire prima del 421 a.C., come si intuisce dalla Pace di Aristofane, che fu pubblicata in quell'anno. Prima della morte Ione vinse un premio per i propri ditirambi e uno per le tragedie allo stesso tempo, perciò offrì ad ogni Ateniese una brocca di vino di Chio.

## Opere
Il numero delle tragedie scritte varia tra 12, 30 e 40. Si sono conservati frammenti e titoli di undici tragedie: Agamennone, Alcmena, Argeioi, Eurytidai, Laerte, Mega Drama, Omphale (dramma satiresco), Fenice o Caineo, Fenice Secondo, Phrouroi, Teucro.

Lo Pseudo-Longino descrive lo stile di Ione caratterizzato da poca raffinatezza e mancanza di audacia. Ciononostante, Ione fu molto ammirato, principalmente, per le sue eleganti arguzie retoriche. Alcuni scrittori scrissero dei commenti riguardo alle sue tragedie, tra i quali: Arcesilao, Batone di Sinope, Didimo Calcentero, Epigene di Sicione e persino da Aristarco di Samotracia. Oltre alle tragedie, per cui è principalmente ricordato, Ione scrisse anche altre opere: poemi lirici, commedie, epigrammi, peani, inni, scholia ed elegie. Alcune elegie si trovano nell'Antologia Palatina.

Si hanno dei titoli di alcuni suoi lavori in prosa: un Presbeutikon (Πρεσβευτικόν) (forse spurio); una Ktisis (Κτίσις), abbreviazione di Chiou Ktisis (Χίου Κτίσις) (opera storica, sullo stile di Erodoto, in dialetto ionico; l'opera è forse la stessa citata da Pausania come Syngraphe, Συγγραφή); un Kosmologikos (Κοσμολογικός) (opera filosofica, la stessa citata come Triagmos, Τριαγμός, o Triagmoi, Τριαγμοί); degli Hypomnemata (Ὑπομνήματα) (probabilmente chiamati anche Epidemiai, Ἐπιδημίαι, o Ekdemetikos, Ἐκδημητικός; contengono un resoconto dei suoi viaggi)
In particolare ciò che spicca della sua produzione è l'incredibile varietà e poliedricità, cosa rara nel V secolo a.C. dove di norma ci si specializzava in uno o pochi generi letterari. Tale aspetto della poetica di Ione viene ricordato da Callimaco nel giambo XIII, in cui il poeta lo cita come precedente al momento di difendersi proprio dall'accusa di dedicarsi a diversi generi letterari